# Kunpeszér
Kunpeszér è un comune dell'Ungheria di 677 abitanti (dati 2005). È situato nella contea di Bács-Kiskun.